# ロイ・アンダーソン
ロイ・アンダーソン （Roy Andersson, 1943年3月31日 - ） は、スウェーデンの映画監督。ロイ・アンデルソンとも表記される。

## 来歴
1943年3月31日、ヨーテボリで生まれる。1969年にスウェーデン映画研究所を卒業。翌1970年に長編『スウェーディッシュ・ラブ・ストーリー』で映画監督としてデビュー。第20回ベルリン国際映画祭でインターフィルム賞をはじめとする4つの賞を受賞した。しかし、長編2作目となる『Giliap』（1975年）が興行的にも批評的にも失敗したことから、その後25年間長編映画を製作しなかった。1981年に映画会社Studio 24を設立。映画以外にCMなども手掛け、カンヌ国際広告祭で8度の受賞を果たした。
2000年、25年ぶりの長編作品となる『散歩する惑星』を発表。同年の第53回カンヌ国際映画祭で審査員賞を受賞した。2007年には長編4作目となる『愛おしき隣人』を発表。シカゴ国際映画祭監督賞など様々な賞を受賞した。
2014年、『さよなら、人類』が第71回ヴェネツィア国際映画祭で金獅子賞を受賞した。同作は『散歩する惑星』、『愛おしき隣人』とともに三部作「リビング・トリロジー」を構成する作品である。

## 作品

### 長編
- スウェーディッシュ・ラブ・ストーリー En kärlekshistoria （1970年） 別題『純愛日記』
- Giliap （1975年）
- 散歩する惑星 Sånger från andra våningen （2000年）
- 愛おしき隣人 Du levande （2007年）
- さよなら、人類 En duva satt på en gren och funderade på tillvaron （2014年）
  - 第27回東京国際映画祭での上映題『実存を省みる枝の上の鳩』
- ホモ・サピエンスの涙 Om det oändliga （2019年）

### 短編・ドキュメンタリー
- Besöka sin son （1967年） 短編
- Den vita sporten （1968年） ドキュメンタリー。共同製作 （英：The White Game）
- Hämta en cykel （1968年） 短編
- Lördagen den 5.10 （1969年） 短編
- Så fruktansvärt onödigt （1979年） ドキュメンタリー
- Trygare kan ingen vara （1980年） 短編
- Någonting har hänt （1987年） 短編 （英：Something Happened）
- Härlig är jorden （1991年）　短編（英：World of Glory）
- Un matin partout dans le monde （2000年） 短編テレビ映画